# Emilio Sayán y Palacios
Emilio Sayán y Palacios (Bruselas, Bélgica, 1869 – Lima, Perú, 1944). Fue un político y empresario peruano, figura importante del Segundo Gobierno del Presidente Peruano Augusto B. Leguía, llamado el “Oncenio” (1919-1930).
Perteneciente a una familia ligada a la política y la función pública. Su padre, Manuel Bernardo Sayán Nuñez, fue abogado y embajador del Perú. Su abuelo, Pedro Sayán Reyes (1796-1869) fue prócer de la Independencia del Perú, integrando la Escuadra Libertadora y su bisabuelo fue Juan Crisóstomo de Mendiburu y Salazar, coronel del ejército Libertador. Al establecerse José de San Martín en Huaura lo nombró teniente gobernador de Barranca, cargo desde el que contribuyó al sostenimiento del Ejército Libertador. Fue elegido diputado suplente por el departamento de La Costa al primer Congreso Constituyente del Perú e intendente de la provincia de Chancay. Su tío, Enrique Palacios Mendiburu, fue héroe de la Guerra del Pacífico.
Su hermano mayor, Manuel Bernardo, fue alcalde de Huacho entre 1917-1920 y luego alcalde de Miraflores entre 1925 a 1927. Su sobrino, Carlos Sayán Alvarez, fue elegido diputado para el periodo de 1931 a 1936 representando a la misma provincia (y reemplazando en el cargo a su tío Emilio). Su sobrino, Enrique García Sayán, fue ministro de Relaciones Exteriores del Perú. Su sobrino nieto, Diego García-Sayán Larrabure, fue ministro de Justicia y ministro de Relaciones Exteriores del Perú. Se casó con Adriana Alary Barbois (francesa) siendo padres de Isabel Sayán Alary.

## Actividad Pública
Emilio Sayán y Palacios fue diputado por la Provincia de Chancay (Departamento de Lima) por varios periodos: 1913-14, 1919-24, 1924-29 y 1929-1930. Fue también Presidente de la Cámara de Diputados del Perú, encargado del despacho en 1929. Asimismo, fue nombrado Ministro de Guerra (1928), durante el Gobierno del Presidente Augusto B. Leguía.
Al ser derrocado Leguía, intentó asilarse en la Embajada de Colombia junto a Guillermo Forero Franco, Eduardo Palacios y la familia Miro Quesada, pues temían ser apresados o asesinados por su antigua vinculación con el leguiísmo.
Pasó sus últimos años junto a su segunda esposa, Griselda Malatesta León, en su domicilio de Chorrillos. Fue aficionado a los gallos y a los eventos sociales. Falleció en Miraflores, Lima, Perú, el 31 de julio de 1944. Sus restos descansan en el Cementerio Museo General "Presbítero Matías Maestro" de esa ciudad.